# Jurij Lahutyn
Jurij Wassyljowytsch Lahutyn (ukrainisch Юрій Васильович Лагутин, russisch Юрий Васильевич Лагутин Juri Wassiljewitsch Lagutin; * 15. Februar 1949 in Saporischschja; † 30. April 1978 ebenda) war ein sowjetischer Handballspieler.

## Karriere

### Verein
Der 1,84 m große mittlere Rückraumspieler spielte für SII Saporischschja und ab 1976 für SKA Kiew.
Mit der sowjetischen Nationalmannschaft gewann Lahutyn bei den Olympischen Spielen 1976 in Montreal die Goldmedaille. Er traf dreimal im ersten Spiel gegen Japan. Nach einer schweren Rückenverletzung blieb es sein einziger Einsatz im Turnier. Für diesen Erfolg erhielt er die Auszeichnung Verdienter Meister des Sports der UdSSR. Bei den Olympischen Spielen 1972 in München warf er in drei Spielen drei Tore und belegte mit der Auswahl den 5. Platz. Insgesamt bestritt er 92 Länderspiele, in denen er 212 Tore erzielte.
Am 30. April 1978 starb Lahutyn nach schwerer Krankheit.